# マッカイ
マッカイ（英: Mackay）は、オーストラリアのクイーンズランド州にある都市。人口は8万148人（2018年）。

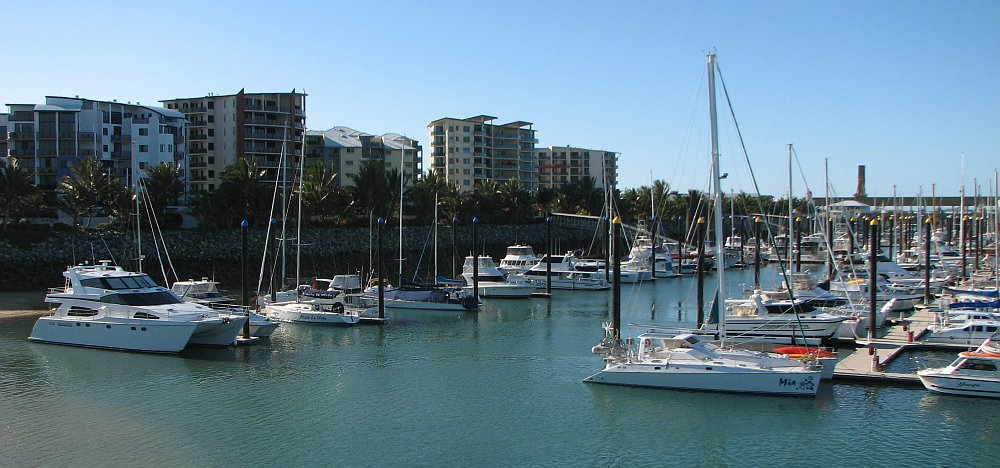
マッカイ・マリーナ

## 概要
マッカイはオーストラリアの砂糖生産の中心地として知られている。サトウキビの栽培は1865年に始まり1880年代には30のプランテーションと26の精製所が稼働していた。しかし、近年は砂糖価格の低迷により採算性が低下しており生産は減少傾向にある。
精糖に代わる産業として注目されているのが鉱業と観光である。マッカイ内陸部には幾つかの炭鉱があり埋蔵量は国内有数の規模であることが確認されている。石炭は主に中国と日本に輸出されている。観光は市当局が最も力を入れている分野で観光客は増加傾向にあるが、州内の他の観光地と比べるとまだ知名度が低い状況である。
2000年シドニーオリンピック金メダリストのキャシー・フリーマンはマッカイ出身である。

## 教育
- セントラルクイーンズランド大学（マッカイ・キャンパス）
  - CQ音楽学校

市内に小学校は6校、中学校は5校、高校も複数ある。

## 観光

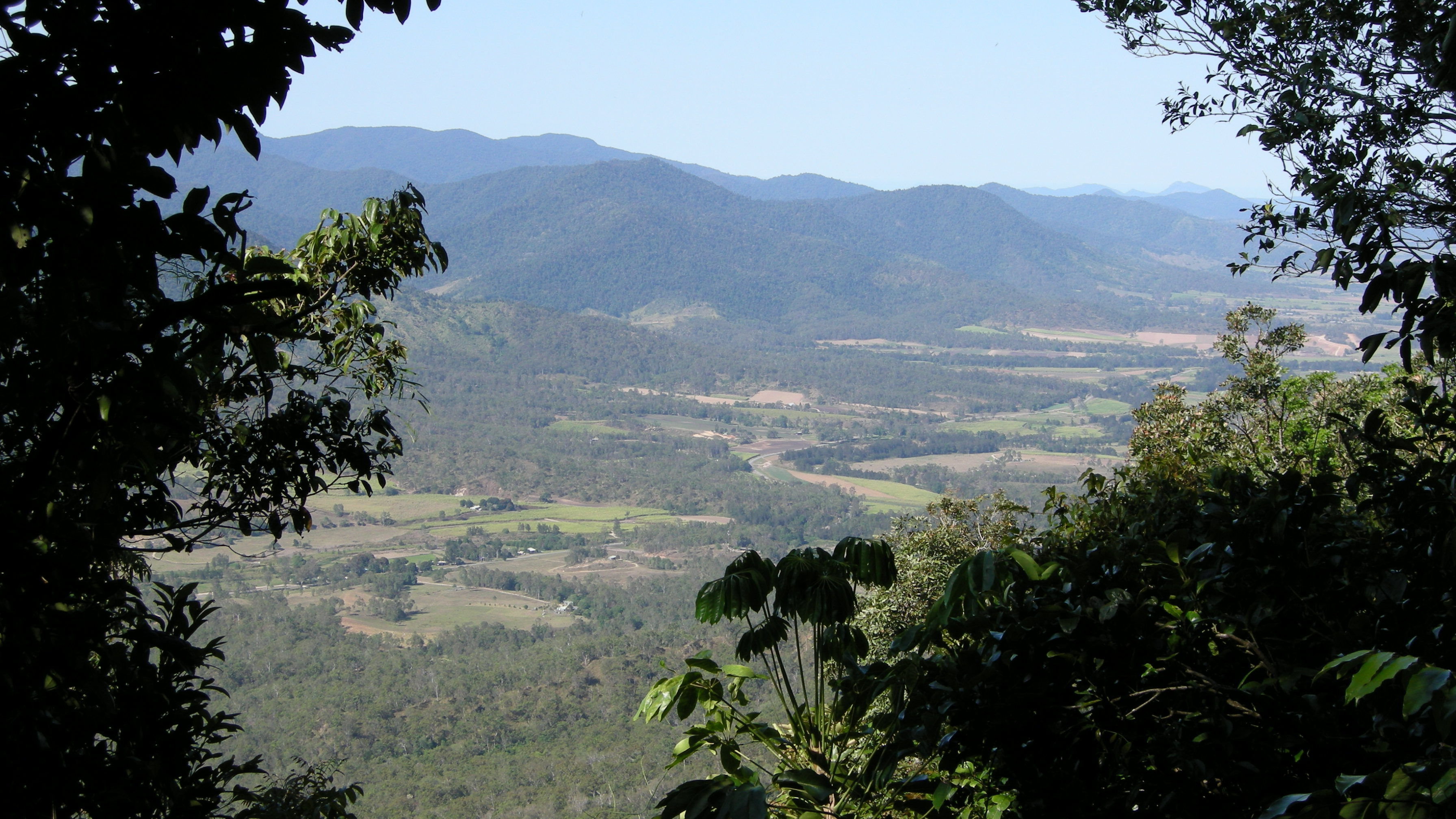
ユンゲラ国立公園（遠景）

- マッカイ芸術祭
- ユンゲラ国立公園

## 交通
- マッカイ空港（英語版）
  - 就航航空会社：ジェットスター航空、ヴァージン・ブルー、カンタス航空、タイガーエア
- クイーンズランド鉄道のマッカイ駅には、南のブリスベンと北のケアンズをノース・コースト線経由で結ぶトラベルトレインの長距離旅客列車が発着する。

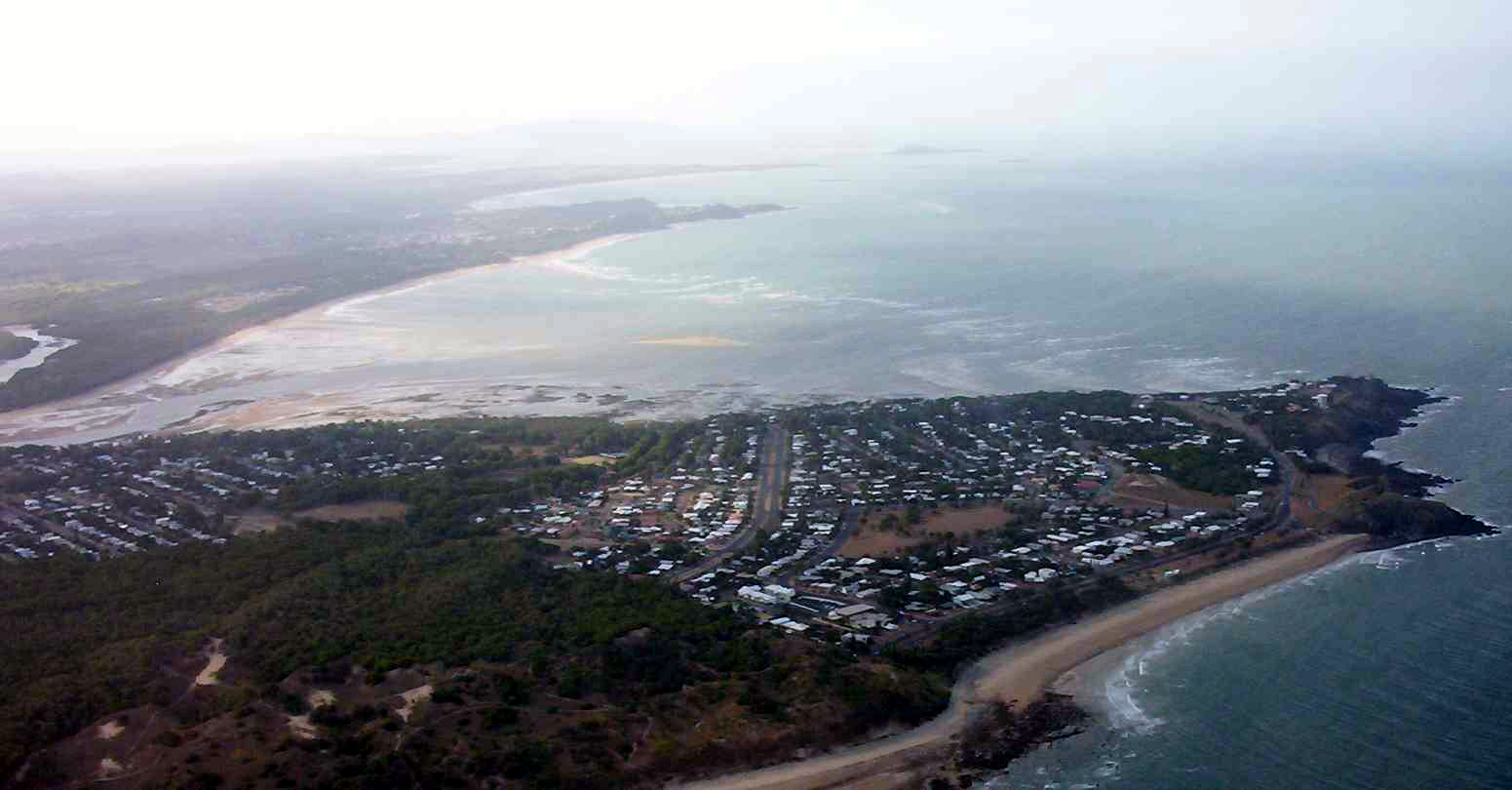
マッカイ市（空撮）

- ブルース・ハイウェイ

## 姉妹都市・提携都市
姉妹都市
- 松浦市（長崎県）